# 聖卡洛斯 (莫拉桑省)
聖卡洛斯（西班牙語：San Carlos），是薩爾瓦多的城鎮，位於該國東北部，由莫拉桑省負責管轄，面積36.94平方公里，海拔高度199米，2007年人口4,172，人口密度每平方公里112.94人。
13°39′N 88°6′W / 13.650°N 88.100°W